# 泉のほとりで眠るニンフ
『泉のほとりで眠るニンフ』（いずみのほとりでねむるニンフ、仏: Nymphe endormie près d'une source, 英: Nymph Sleeping Near a Spring）は、フランスのロマン主義の画家テオドール・シャセリオーが1850年に制作した絵画である。油彩。
政府の公的な発注によって制作した作品で、同年12月から翌年にかけて開催されたサロンに多数の作品とともに出品された。女性像のモデルは当時シャセリオーの恋人で、美女として名高い女優アリス・オジーである。フランス国立造形芸術センターの寄託により、現在はアヴィニョンのカルヴェ美術館に所蔵されている。またルーヴル美術館に『風景の中の裸の女性』（Femme nue dans un paysage）など本作品の習作素描が所蔵されている。

## 制作背景
女優アリス・オジーはその美貌から多くの恋人がいた。その1人であったテオフィル・ゴーティエは彼女を賛美する詩を書き、文豪ヴィクトル・ユゴーとその息子シャルル・ユゴーは彼女をめぐって争った。
シャセリオーが女優アリス・オジーと出会ったのは前年の1849年頃とされている。2人の関係が始まった1849年から公的な発注を受けて本作品を制作した1850年はシャセリオーにとって豊潤な年であり、オリエンタリズム、古典的主題、シェイクスピア、肖像画、そしてアリス・オジーをモデルとした裸婦画といった多様な主題で作品を制作している。そのため1850年のサロンには本作品の他に『スパッヒたちに対する事件の後で仲間の遺体を運ぶアラブの騎兵たち』（Cavaliers arabes emportant leurs morts）、『サッフォー』（Sappho）、『デスデモーナ』（Desdémone）、『子供に接吻するモラ・ディ・ガエタの漁師の妻』（Femme de pêcheur de Mola di Gaete embrassant son enfant）、『コンスタンティーヌのムーア人の女とガゼルと遊ぶ娘』（Femme et petite fille de Constantin avec une gazelle）、『アレクシ・ド・トクヴィル氏の肖像』（Alexis de Tocqueville）、『サヴィニー夫人の肖像』（Madame de Savigny）の、合計8作品もの絵画を出品するほどであった。しかしシャセリオーとアリス・オジーはわずか2年で破局した。原因は彼女がシャッセリオーのエル・グレコの模写を強引に持ち去ったことにあったという。

## 作品

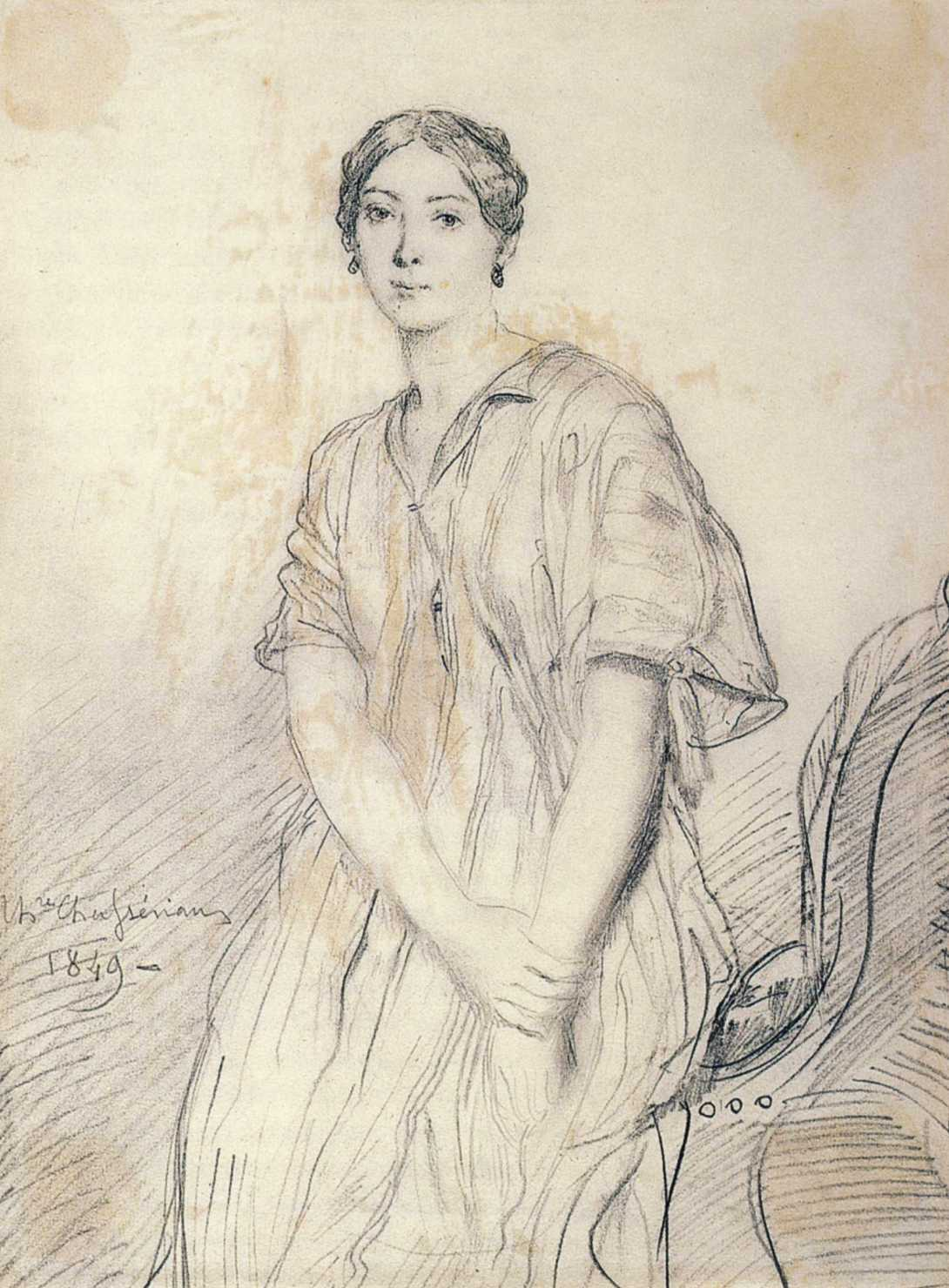
シャセリオーの1849年の素描画『アリス・オジーの肖像』。カルナヴァレ美術館所蔵。

森の木々に囲まれた泉のそばで1人の裸婦が眠っている。生い茂った木々は女性の肢体を外界から覆い隠し、深い緑の中に白い肢体を浮かび上がらせている。しかし横長の画面に木々のすべての要素を描き込んでいるため、木の幹は短く圧縮されている。彼女は自らが脱ぎ捨てたバラ色のドレスを泉の岸辺に敷き、その上に両手を頭の後ろで組んだ姿勢で身を横たえており、そのそばには彼女が身に着けていた宝飾品も置かれている。
本作品には多くの習作素描が残されており、シャセリオーはルネサンス期以来の草上に身を横たえて眠る女性像の伝統を踏まえながら、裸婦の姿勢を熟慮している。ルーヴル美術館の素描では特にモデルの下肢のポーズに注意を払っている。
絵画の中に描かれたドレスや宝飾品は、女性像が神話の存在ではないことを物語っている。さらに驚くことに、西洋絵画の伝統として女性の裸体は無毛で描くことが通例であるところを、シャセリオーは腋毛を描き入れている。これらの特徴から本作品を写実主義の萌芽と見なすことができる。画家ギュスターヴ・クールベがサロンに『浴女たち』（Les Baigneuses）を出品して批判を受けるのは2年後の1853年であり、さらにエドゥアール・マネが『草上の昼食』（Le Déjeuner sur l'herbe）で物議をかもすのは13年後の1863年のことである。

## 当時の反応
シャセリオーはサロンに『泉のほとりで眠る裸婦』（Baigneuse endormie près d'une source）というタイトルで出品している。当時、一般的に裸婦は神話画の体裁をとって描かれていたため、このタイトルは神話画の範疇を逸脱して挑発的であり、加えてモデルが現実の女性アリス・オジーであることが誰の目にも明らかであったため批判を受ける恐れがあった。しかし批評家たちは古代彫刻と結びつけて好意的に評価し、物議を醸すことはなかった。ただし、政府内務省は絵画をアヴィニョン美術館に送る際に、作品名を『泉のほとりで眠るニンフ』と改めている。（一方でサロン出品時のタイトルは現在も使用されている。ルーヴル美術館は本作品の準備素描を説明する際に、こちらのタイトルを用いている）。アヴィニョンではその裸体表現のために長い間常設展示されることはなかったが、1893年になって批評家ヴァルベール・シュヴィヤール（Valbert Chevillard）は次のように述べている。

今日、この眠れるニンフは、年老いた学芸員が羞恥心からしまい込んでいた屋根裏部屋の暗がりから出され、真新しい額縁に入り、アヴィニョンの市庁舎の壁を飾っている。

## ギャラリー
シャッセリオーが1850年のサロンに出品した絵画には以下のような作品が知られている。

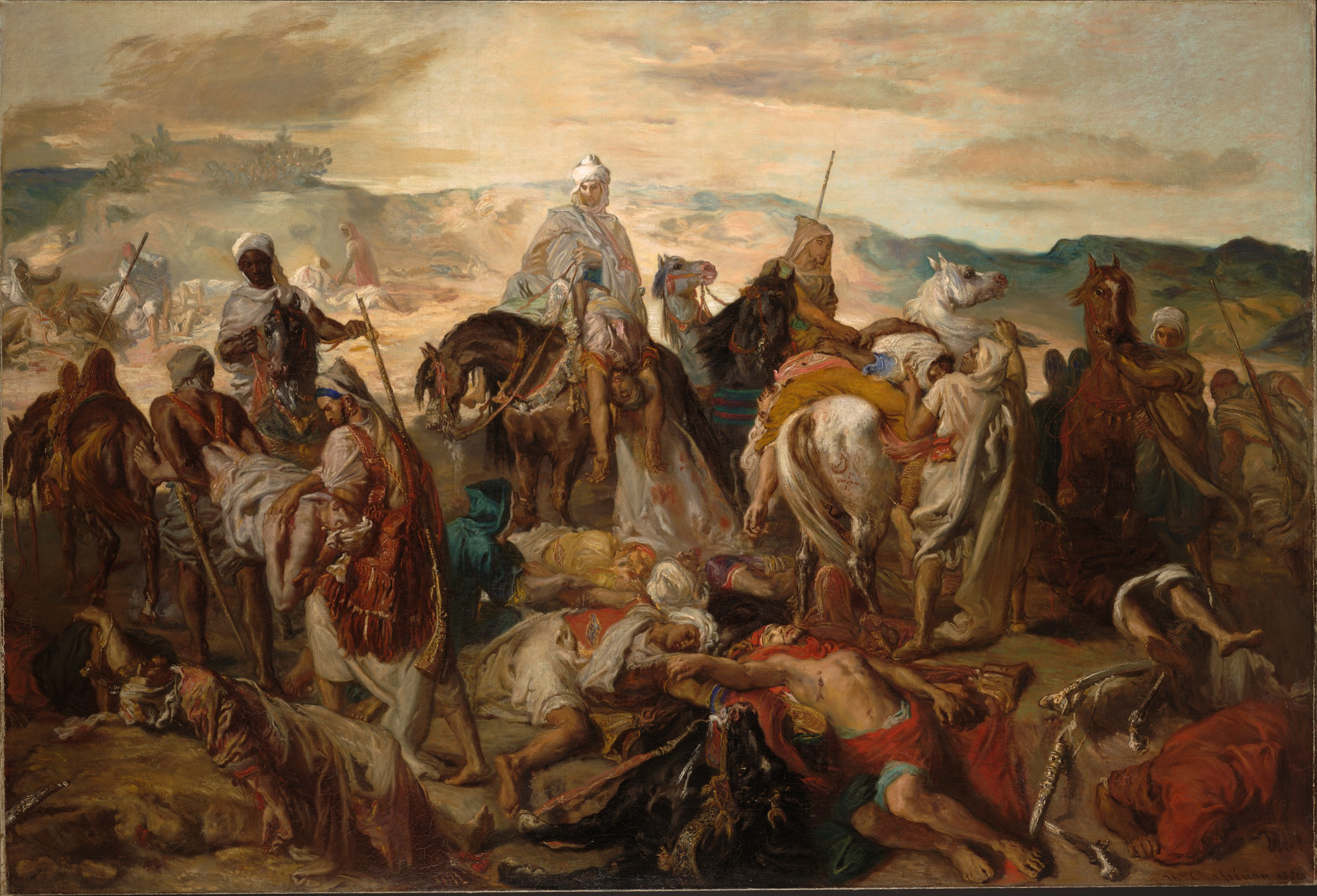
『スパッヒたちに対する事件の後で仲間の遺体を運ぶアラブの騎兵たち』1850年
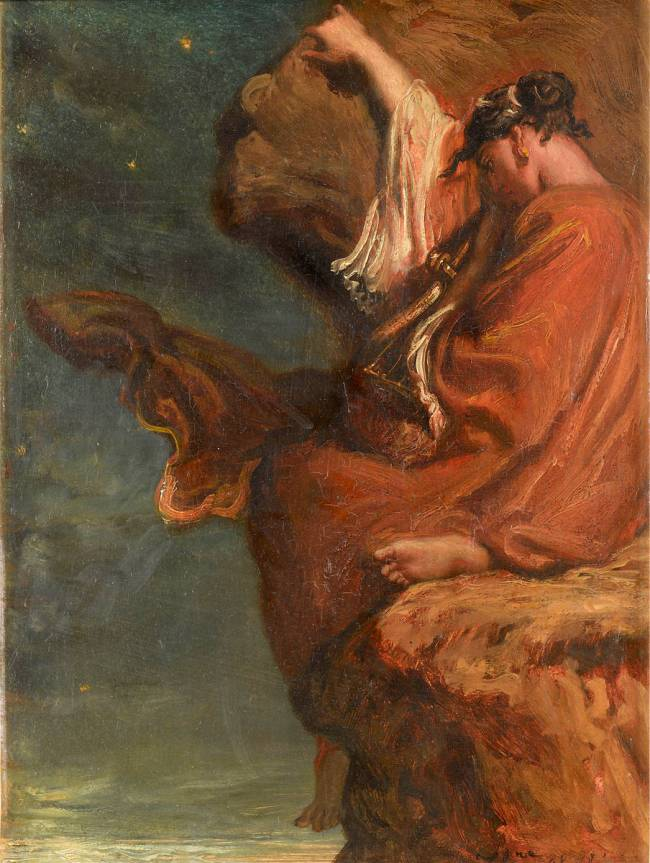
『サッフォー』1849年
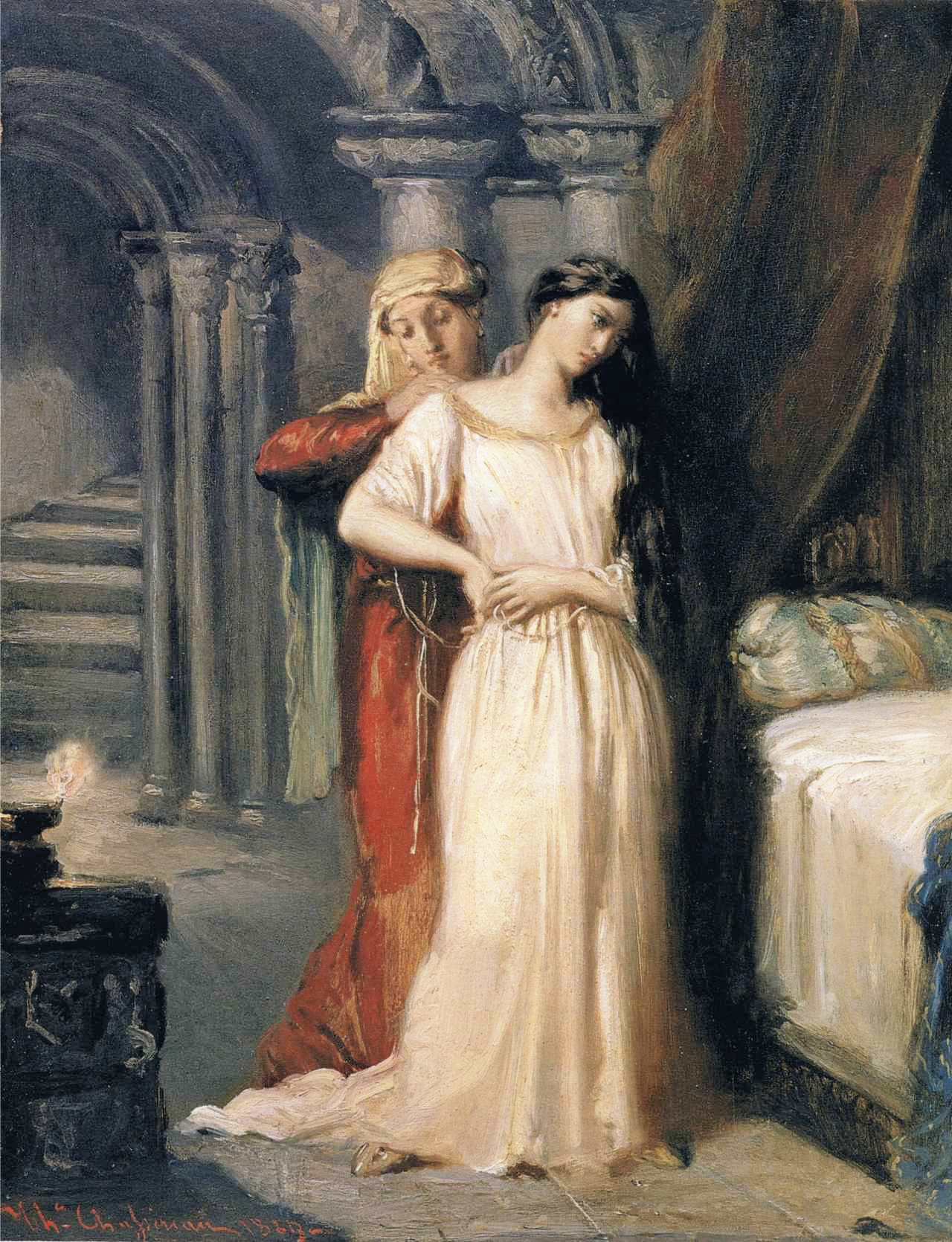
『デスデモーナ』1849年
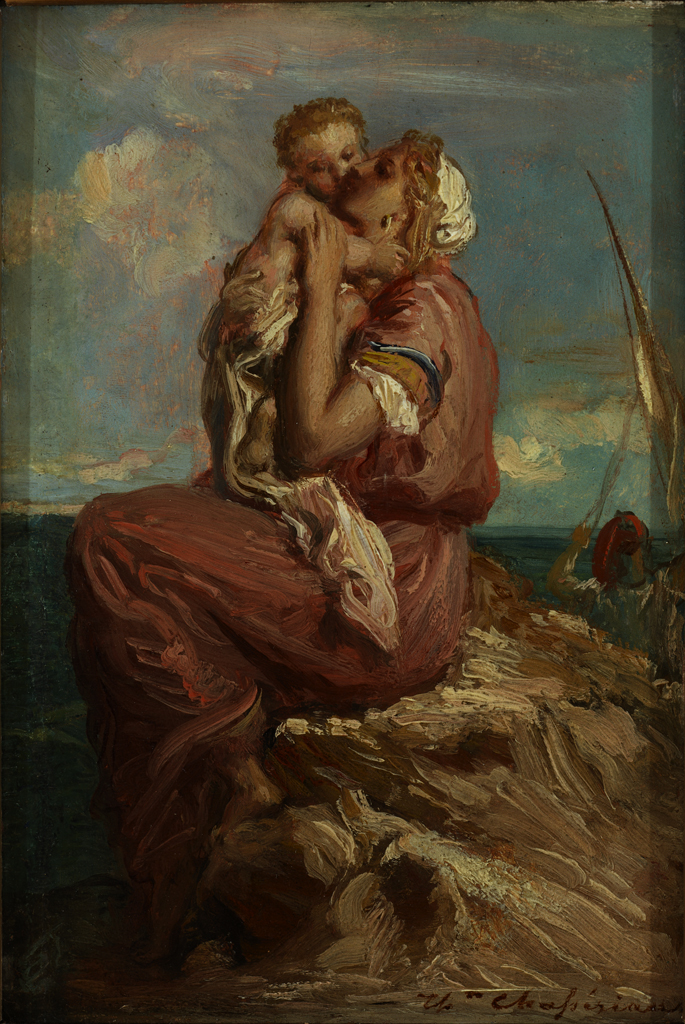
『子供に接吻するモラ・ディ・ガエタの漁師の妻』1850年
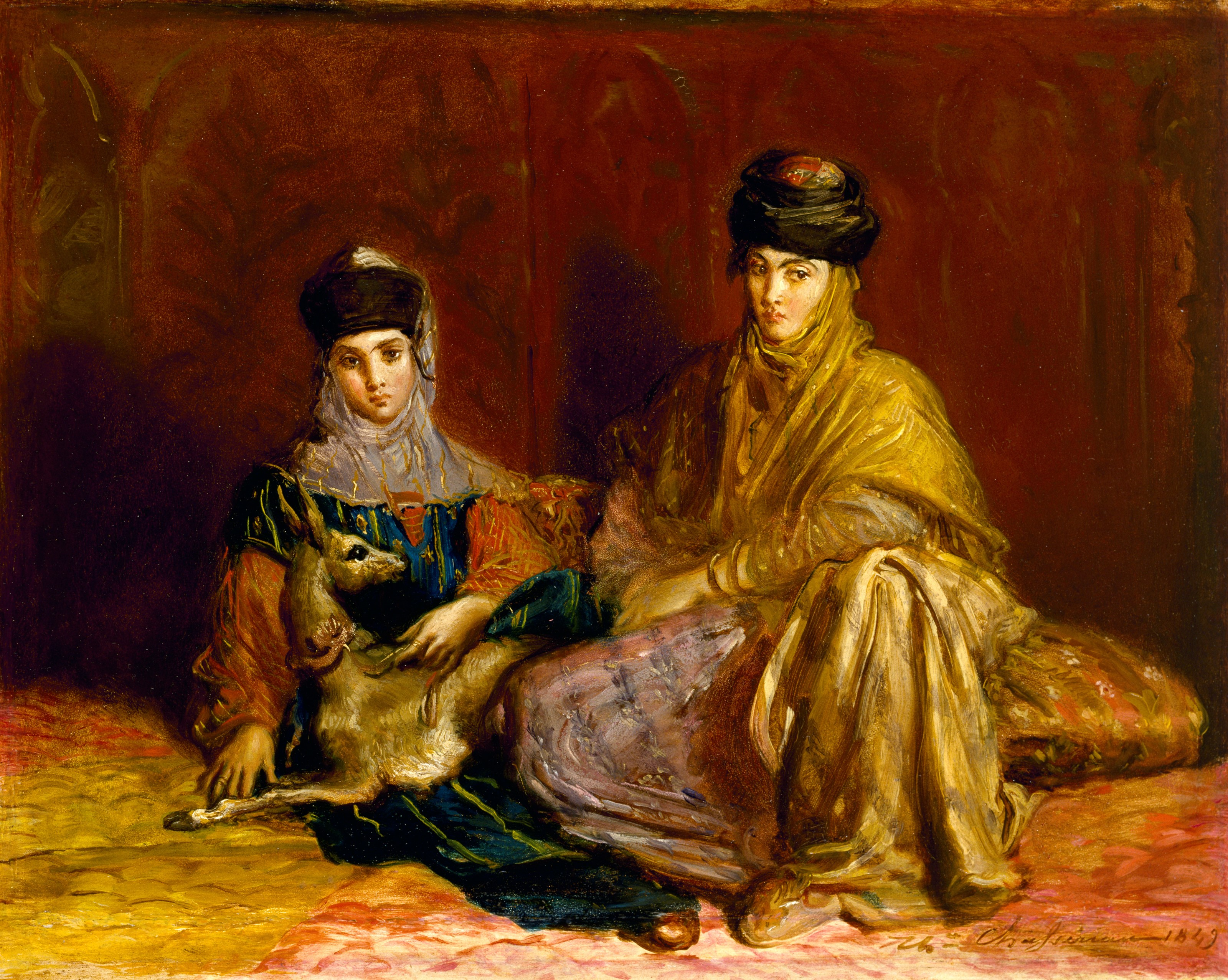
『コンスタンティーヌのムーア人の女とガゼルと遊ぶ娘』1849年
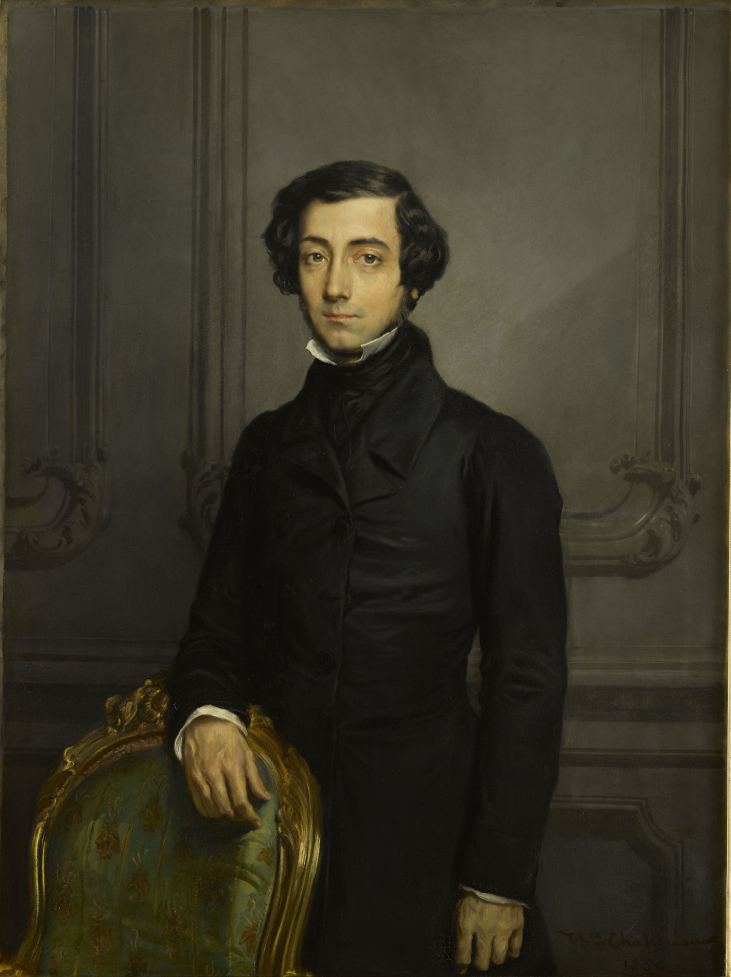
『アレクシ・ド・トクヴィル氏の肖像』1850年